# Pararge insula
Pararge insula är en fjärilsart som beskrevs av Francis Gard Howarth 1971. Pararge insula ingår i släktet Pararge och familjen praktfjärilar. Inga underarter finns listade i Catalogue of Life.